# Plenette Pierson
Plenette Michelle Pierson (Houston, 31 de agosto de 1981) es una baloncestista estadounidense de la Women's National Basketball Association (WNBA) que ocupa la posición de alero y pívot.
Fue reclutada por los Phoenix Mercury en la primera ronda del Draft de la WNBA de 2003, y militó tanto en los Phoenix Mercury (2003–2005) como en Detroit/Tulsa Shock (2006–2010), New York Liberty (2010–2014) y en Tulsa Shock (2015–presente). Además, fue parte del All-Star Game de la WNBA en 2015.

## Estadísticas

### Totales
| Año                                                                                              | Equipo | J   | JI  | MJ   | TC   | ITC  | TC%  | 3P | 3PA | 3P%   | 2P   | 2PA  | 2P%  | TL  | ITL  | TL%  | RBO | RBD  | RBT  | AST | STL | BLK | TOV | PF   | PTS  |
| ------------------------------------------------------------------------------------------------ | ------ | --- | --- | ---- | ---- | ---- | ---- | -- | --- | ----- | ---- | ---- | ---- | --- | ---- | ---- | --- | ---- | ---- | --- | --- | --- | --- | ---- | ---- |
| 2003                                                                                             | PHO    | 33  | 5   | 602  | 67   | 177  | .379 | 0  | 2   | .000  | 67   | 175  | .383 | 64  | 101  | .634 | 37  | 43   | 80   | 22  | 19  | 13  | 42  | 87   | 198  |
| 2004                                                                                             | PHO    | 31  | 25  | 803  | 112  | 253  | .443 | 0  | 3   | .000  | 112  | 250  | .448 | 66  | 109  | .606 | 46  | 85   | 131  | 26  | 26  | 17  | 49  | 102  | 290  |
| 2005                                                                                             | TOT    | 35  | 11  | 762  | 91   | 231  | .394 | 1  | 2   | .500  | 90   | 229  | .393 | 87  | 125  | .696 | 46  | 75   | 121  | 34  | 24  | 19  | 74  | 93   | 270  |
| 2005                                                                                             | PHO    | 12  | 11  | 318  | 36   | 105  | .343 | 0  | 1   | .000  | 36   | 104  | .346 | 20  | 29   | .690 | 19  | 40   | 59   | 13  | 10  | 13  | 32  | 39   | 92   |
| 2005                                                                                             | DET    | 23  | 0   | 444  | 55   | 126  | .437 | 1  | 1   | 1.000 | 54   | 125  | .432 | 67  | 96   | .698 | 27  | 35   | 62   | 21  | 14  | 6   | 42  | 54   | 178  |
| 2006                                                                                             | DET    | 34  | 0   | 565  | 82   | 180  | .456 | 0  | 3   | .000  | 82   | 177  | .463 | 56  | 80   | .700 | 44  | 88   | 132  | 24  | 18  | 14  | 37  | 84   | 220  |
| 2007                                                                                             | DET    | 34  | 0   | 858  | 149  | 312  | .478 | 0  | 5   | .000  | 149  | 307  | .485 | 98  | 130  | .754 | 70  | 127  | 197  | 59  | 26  | 29  | 79  | 110  | 396  |
| 2008                                                                                             | DET    | 28  | 0   | 649  | 122  | 267  | .457 | 0  | 2   | .000  | 122  | 265  | .460 | 88  | 117  | .752 | 64  | 72   | 136  | 63  | 24  | 34  | 48  | 99   | 332  |
| 2009                                                                                             | DET    | 1   | 0   | 5    | 0    | 2    | .000 | 0  | 0   |       | 0    | 2    | .000 | 0   | 0    |      | 0   | 0    | 0    | 0   | 1   | 1   | 0   | 2    | 0    |
| 2010                                                                                             | TOT    | 33  | 1   | 544  | 125  | 261  | .479 | 4  | 11  | .364  | 121  | 250  | .484 | 67  | 81   | .827 | 31  | 83   | 114  | 38  | 27  | 11  | 59  | 84   | 321  |
| 2010                                                                                             | TUL    | 8   | 1   | 126  | 38   | 71   | .535 | 3  | 7   | .429  | 35   | 64   | .547 | 18  | 21   | .857 | 6   | 14   | 20   | 10  | 10  | 3   | 13  | 17   | 97   |
| 2010                                                                                             | NYL    | 25  | 0   | 418  | 87   | 190  | .458 | 1  | 4   | .250  | 86   | 186  | .462 | 49  | 60   | .817 | 25  | 69   | 94   | 28  | 17  | 8   | 46  | 67   | 224  |
| 2011                                                                                             | NYL    | 33  | 33  | 945  | 173  | 362  | .478 | 2  | 10  | .200  | 171  | 352  | .486 | 79  | 98   | .806 | 62  | 110  | 172  | 45  | 38  | 30  | 62  | 89   | 427  |
| 2012                                                                                             | NYL    | 26  | 24  | 641  | 122  | 262  | .466 | 5  | 18  | .278  | 117  | 244  | .480 | 63  | 83   | .759 | 48  | 93   | 141  | 61  | 19  | 23  | 61  | 53   | 312  |
| 2013                                                                                             | NYL    | 32  | 27  | 883  | 147  | 367  | .401 | 0  | 7   | .000  | 147  | 360  | .408 | 77  | 107  | .720 | 63  | 123  | 186  | 80  | 16  | 20  | 79  | 68   | 371  |
| 2014                                                                                             | NYL    | 33  | 8   | 574  | 80   | 176  | .455 | 0  | 3   | .000  | 80   | 173  | .462 | 79  | 92   | .859 | 30  | 73   | 103  | 38  | 14  | 4   | 46  | 73   | 239  |
| 2015 ★                                                                                           | TUL    | 30  | 29  | 843  | 152  | 348  | .437 | 17 | 47  | .362  | 135  | 301  | .449 | 63  | 78   | .808 | 35  | 87   | 122  | 57  | 29  | 12  | 54  | 86   | 384  |
| Carrera                                                                                          |        | 383 | 163 | 8674 | 1422 | 3198 | .445 | 29 | 113 | .257  | 1393 | 3085 | .452 | 887 | 1201 | .739 | 576 | 1059 | 1635 | 547 | 281 | 227 | 690 | 1030 | 3760 |
| Notas: J=Juegos; JI=Juegos iniciales; MJ=Minutos jugados; ITC=Intentos de TC; ITL=Intentos de TL |        |     |     |      |      |      |      |    |     |       |      |      |      |     |      |      |     |      |      |     |     |     |     |      |      |

### Por juego
| Año                                                                                              | Equipo | J   | JI  | MJ   | TC  | ITC  | TC%  | 3P  | 3PA | 3P%   | 2P  | 2PA  | 2P%  | TL  | ITL | TL%  | RBO | RBD | RBT | AST | STL | BLK | TOV | PF  | PTS  |
| ------------------------------------------------------------------------------------------------ | ------ | --- | --- | ---- | --- | ---- | ---- | --- | --- | ----- | --- | ---- | ---- | --- | --- | ---- | --- | --- | --- | --- | --- | --- | --- | --- | ---- |
| 2003                                                                                             | PHO    | 33  | 5   | 18.2 | 2.0 | 5.4  | .379 | 0.0 | 0.1 | .000  | 2.0 | 5.3  | .383 | 1.9 | 3.1 | .634 | 1.1 | 1.3 | 2.4 | 0.7 | 0.6 | 0.4 | 1.3 | 2.6 | 6.0  |
| 2004                                                                                             | PHO    | 31  | 25  | 25.9 | 3.6 | 8.2  | .443 | 0.0 | 0.1 | .000  | 3.6 | 8.1  | .448 | 2.1 | 3.5 | .606 | 1.5 | 2.7 | 4.2 | 0.8 | 0.8 | 0.5 | 1.6 | 3.3 | 9.4  |
| 2005                                                                                             | TOT    | 35  | 11  | 21.8 | 2.6 | 6.6  | .394 | 0.0 | 0.1 | .500  | 2.6 | 6.5  | .393 | 2.5 | 3.6 | .696 | 1.3 | 2.1 | 3.5 | 1.0 | 0.7 | 0.5 | 2.1 | 2.7 | 7.7  |
| 2005                                                                                             | PHO    | 12  | 11  | 26.5 | 3.0 | 8.8  | .343 | 0.0 | 0.1 | .000  | 3.0 | 8.7  | .346 | 1.7 | 2.4 | .690 | 1.6 | 3.3 | 4.9 | 1.1 | 0.8 | 1.1 | 2.7 | 3.3 | 7.7  |
| 2005                                                                                             | DET    | 23  | 0   | 19.3 | 2.4 | 5.5  | .437 | 0.0 | 0.0 | 1.000 | 2.3 | 5.4  | .432 | 2.9 | 4.2 | .698 | 1.2 | 1.5 | 2.7 | 0.9 | 0.6 | 0.3 | 1.8 | 2.3 | 7.7  |
| 2006                                                                                             | DET    | 34  | 0   | 16.6 | 2.4 | 5.3  | .456 | 0.0 | 0.1 | .000  | 2.4 | 5.2  | .463 | 1.6 | 2.4 | .700 | 1.3 | 2.6 | 3.9 | 0.7 | 0.5 | 0.4 | 1.1 | 2.5 | 6.5  |
| 2007                                                                                             | DET    | 34  | 0   | 25.2 | 4.4 | 9.2  | .478 | 0.0 | 0.1 | .000  | 4.4 | 9.0  | .485 | 2.9 | 3.8 | .754 | 2.1 | 3.7 | 5.8 | 1.7 | 0.8 | 0.9 | 2.3 | 3.2 | 11.6 |
| 2008                                                                                             | DET    | 28  | 0   | 23.2 | 4.4 | 9.5  | .457 | 0.0 | 0.1 | .000  | 4.4 | 9.5  | .460 | 3.1 | 4.2 | .752 | 2.3 | 2.6 | 4.9 | 2.3 | 0.9 | 1.2 | 1.7 | 3.5 | 11.9 |
| 2009                                                                                             | DET    | 1   | 0   | 5.0  | 0.0 | 2.0  | .000 | 0.0 | 0.0 |       | 0.0 | 2.0  | .000 | 0.0 | 0.0 |      | 0.0 | 0.0 | 0.0 | 0.0 | 1.0 | 1.0 | 0.0 | 2.0 | 0.0  |
| 2010                                                                                             | TOT    | 33  | 1   | 16.5 | 3.8 | 7.9  | .479 | 0.1 | 0.3 | .364  | 3.7 | 7.6  | .484 | 2.0 | 2.5 | .827 | 0.9 | 2.5 | 3.5 | 1.2 | 0.8 | 0.3 | 1.8 | 2.5 | 9.7  |
| 2010                                                                                             | TUL    | 8   | 1   | 15.8 | 4.8 | 8.9  | .535 | 0.4 | 0.9 | .429  | 4.4 | 8.0  | .547 | 2.3 | 2.6 | .857 | 0.8 | 1.8 | 2.5 | 1.3 | 1.3 | 0.4 | 1.6 | 2.1 | 12.1 |
| 2010                                                                                             | NYL    | 25  | 0   | 16.7 | 3.5 | 7.6  | .458 | 0.0 | 0.2 | .250  | 3.4 | 7.4  | .462 | 2.0 | 2.4 | .817 | 1.0 | 2.8 | 3.8 | 1.1 | 0.7 | 0.3 | 1.8 | 2.7 | 9.0  |
| 2011                                                                                             | NYL    | 33  | 33  | 28.6 | 5.2 | 11.0 | .478 | 0.1 | 0.3 | .200  | 5.2 | 10.7 | .486 | 2.4 | 3.0 | .806 | 1.9 | 3.3 | 5.2 | 1.4 | 1.2 | 0.9 | 1.9 | 2.7 | 12.9 |
| 2012                                                                                             | NYL    | 26  | 24  | 24.7 | 4.7 | 10.1 | .466 | 0.2 | 0.7 | .278  | 4.5 | 9.4  | .480 | 2.4 | 3.2 | .759 | 1.8 | 3.6 | 5.4 | 2.3 | 0.7 | 0.9 | 2.3 | 2.0 | 12.0 |
| 2013                                                                                             | NYL    | 32  | 27  | 27.6 | 4.6 | 11.5 | .401 | 0.0 | 0.2 | .000  | 4.6 | 11.3 | .408 | 2.4 | 3.3 | .720 | 2.0 | 3.8 | 5.8 | 2.5 | 0.5 | 0.6 | 2.5 | 2.1 | 11.6 |
| 2014                                                                                             | NYL    | 33  | 8   | 17.4 | 2.4 | 5.3  | .455 | 0.0 | 0.1 | .000  | 2.4 | 5.2  | .462 | 2.4 | 2.8 | .859 | 0.9 | 2.2 | 3.1 | 1.2 | 0.4 | 0.1 | 1.4 | 2.2 | 7.2  |
| 2015                                                                                             | TUL    | 30  | 29  | 28.1 | 5.1 | 11.6 | .437 | 0.6 | 1.6 | .362  | 4.5 | 10.0 | .449 | 2.1 | 2.6 | .808 | 1.2 | 2.9 | 4.1 | 1.9 | 1.0 | 0.4 | 1.8 | 2.9 | 12.8 |
| Carrera                                                                                          |        | 383 | 163 | 22.6 | 3.7 | 8.3  | .445 | 0.1 | 0.3 | .257  | 3.6 | 8.1  | .452 | 2.3 | 3.1 | .739 | 1.5 | 2.8 | 4.3 | 1.4 | 0.7 | 0.6 | 1.8 | 2.7 | 9.8  |
| Notas: J=Juegos; JI=Juegos iniciales; MJ=Minutos jugados; ITC=Intentos de TC; ITL=Intentos de TL |        |     |     |      |     |      |      |     |     |       |     |      |      |     |     |      |     |     |     |     |     |     |     |     |      |